# Gökhan Yavaşer
Gökhan Yavaşer (* 1978 Sivas) je bývalý turecký zápasník–volnostylař.

## Sportovní kariéra
Sportovnímu zápasení se věnoval od 13 let v Sivasu. Od roku 1996 se připravoval v zápasnickém klubu v Gebze nedaleko Instanbulu. V turecké reprezentaci se prosazoval od roku 2002 ve váze do 84 kg. O post reprezentační jedničky soupeřil se Serhatem Balcım. V roce 2004 Balciho v nominaci na olympijské hry v Athénách porazil, ale do Athén nepřijel jako úřadující mistr Evropy v optimální formě. Nepostoupil ze základní skupiny přes Ukrajince Tarase Daňka. Od roku 2005 se kvůli Balcimu v reprezentaci neprosazoval. Sportovní kariéru ukončil v roce 2012. Věnuje se funkcionářské práci v Gebze.

## Výsledky
| Turnaj             | 1994 | 1995 | 1996 | 1997 | 1998 | 1999 | 2000 | 2001 | 2002 | 2003 | 2004 | 2005 | 2006 | 2007 | 2008 | 2009 | 2010 |     |
| Turnaj             | 16   | 17   | 18   | 19   | 20   | 21   | 22   | 23   | 24   | 25   | 26   | 27   | 28   | 29   | 30   | 31   | 32   |     |
| Turnaj             | -68  | -68  | -68  | -69  | -76  | -76  | -76  | -76  | -84  | -84  | -84  | -84  | -84  | -84  | -84  | -84  | -84  | -84 |
| ------------------ | ---- | ---- | ---- | ---- | ---- | ---- | ---- | ---- | ---- | ---- | ---- | ---- | ---- | ---- | ---- | ---- | ---- | --- |
| Olympijské hry     |      |      | —    |      |      |      | —    |      |      |      | úč.  |      |      |      | —    |      |      |     |
| Mistrovství světa  | —    | —    |      | —    | —    | —    |      | úč.  | —    | 7.   |      | —    | —    | —    |      | 7.   | úč.  |     |
| Mistrovství Evropy | —    | —    | —    | —    | —    | —    | —    | —    | —    | —    | 1.   | —    | 2.   | —    | —    | 3.   | —    |     |
| MS juniorů         | —    | —    | úč.  | 5.   | —    |      |      |      |      |      |      |      |      |      |      |      |      |     |
| ME juniorů         | —    | 5.   | 2.   | 1.   | —    |      |      |      |      |      |      |      |      |      |      |      |      |     |
| MS dorostenců      | 3.   |      |      |      |      |      |      |      |      |      |      |      |      |      |      |      |      |     |